# معماری جرجی

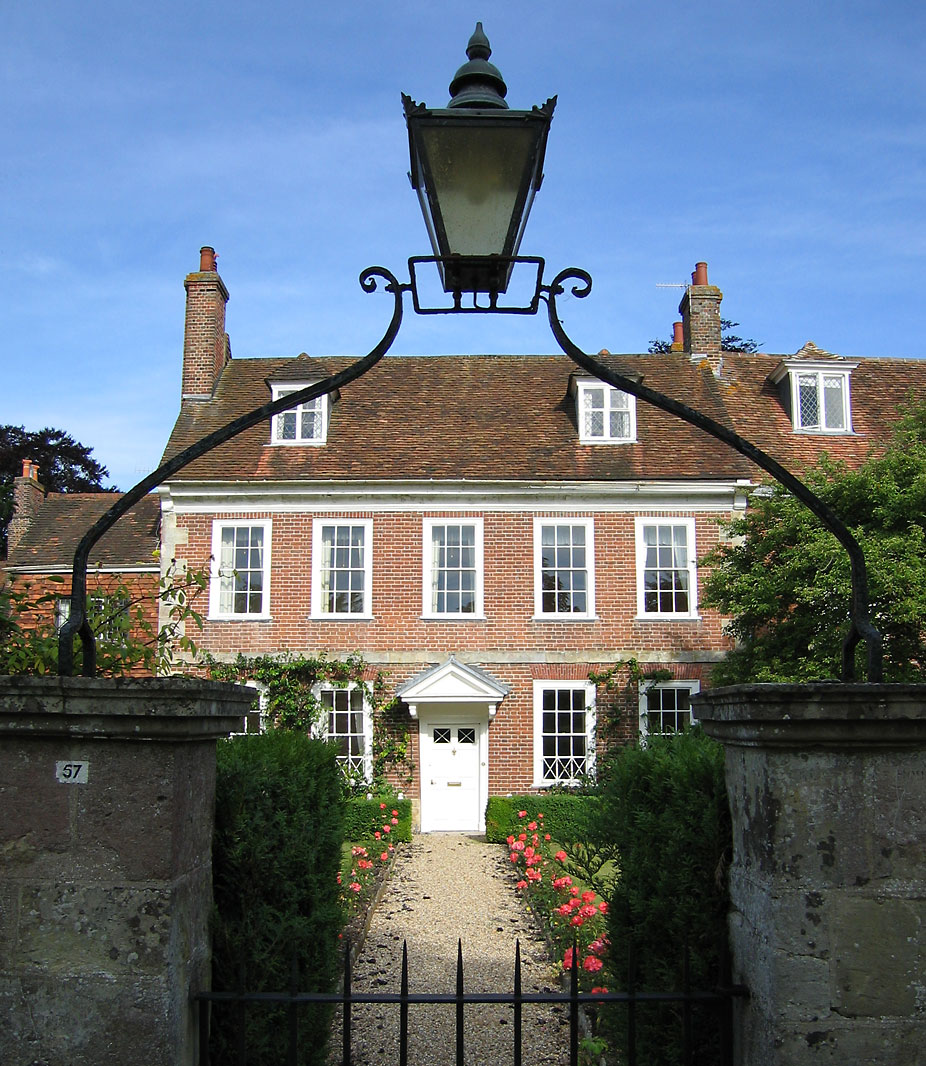
یک خانه کلاس متوسط به سبک جرجیایی در سالزبری انگلستان با حداقل جزئیات کلاسیک

معماری جُرجی (انگلیسی: Georgian architecture) معماری نام داده شده در اکثر کشورهای انگلیسی زبان است و به مجموعه‌ای از یک شیوه سبک معماری گفته می‌شود که در فاصلهٔ سال‌های ۱۷۱۰ تا ۱۸۲۰ در انگلستان و پس از آن در آمریکا متداول شد، این سبک از معماری منشعب بود از شیوه‌های رنسانس و باروک، وجه تسمیه نام آن برگرفته از چهار جرج نخستین از دودمان هانوور است که در انگلستان از اوت ۱۷۱۴ تا ژوئن ۱۸۳۰ سلطنت کردند و عبارت هستند از جرج یکم، جرج دوم، جرج سوم و جرج چهارم
سبک معماری جرجی در اواخر قرن نوزدهم در ایالات متحده به عنوان معماری احیای استعماری و در اوایل قرن بیستم در بریتانیا به عنوان نئو-جورجیان مجدداً احیا شد و به یک بازنگری کلی در سبک انجامید. در آمریکا اصطلاح جورجیان به‌طور کلی برای توصیف تمام ساختمان‌های قدیمی و تاریخی آن بدون در نظر گرفتن سبک مشابهش در انگلستان استفاده می‌شود، مشخص شده که این سبک در جهت تقارن و اصول دینی معماری کلاسیک از یونان و روم و به عنوان احیا در معماری رنسانس شکل گرفت، جزئیات نیز به‌طور معمول در سنت کلاسیک و نه محدود و گاهی تقریباً به هیچ عنوان وجود ندارد. جان نش معمار برجسته انگلیسی نقش بسزایی در معرفی و ترکیب سبک جرجی با سایر سبک‌های رایج داشت.

## نگارخانه

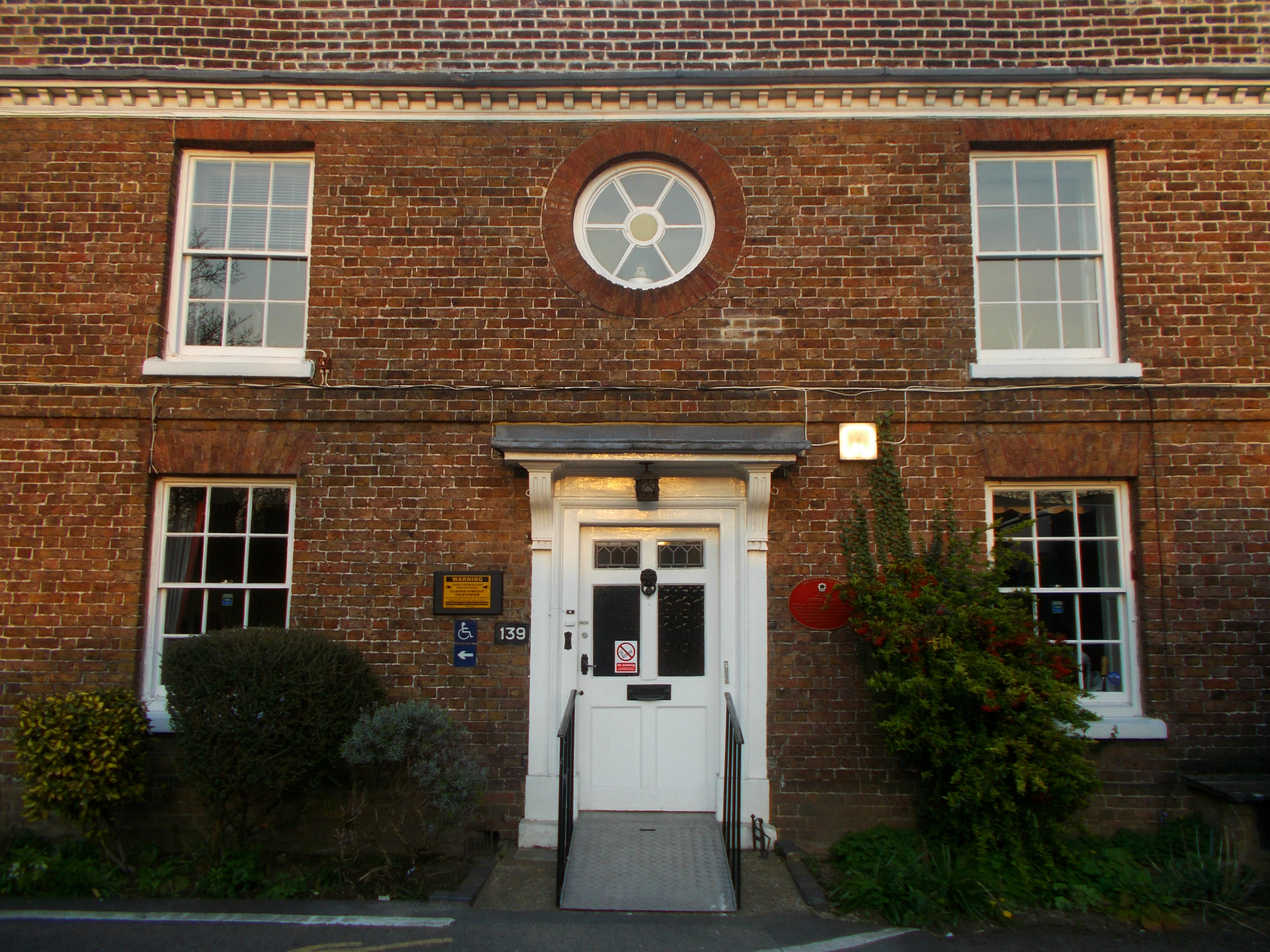
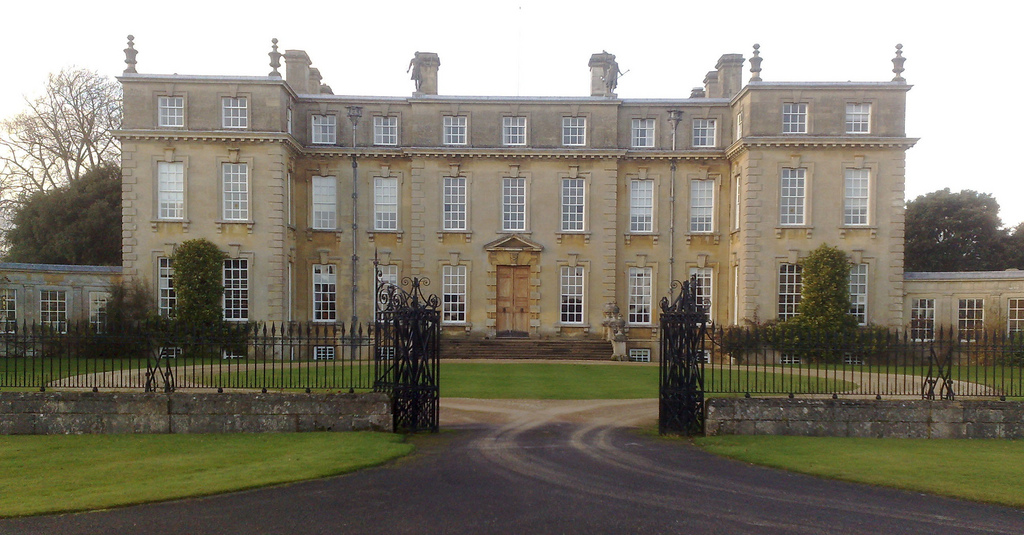
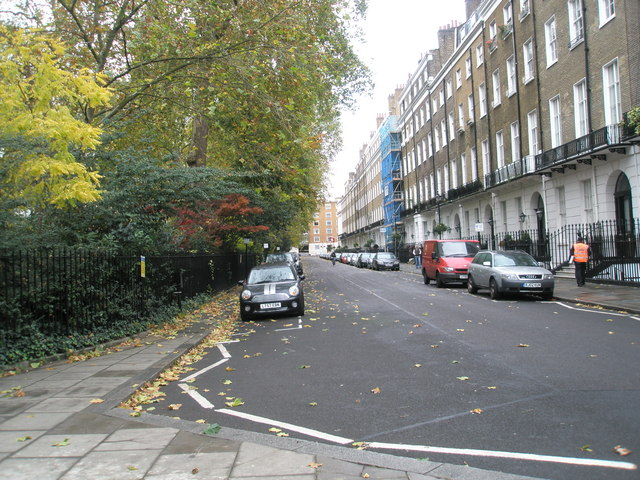
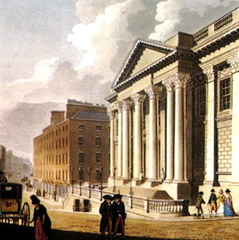
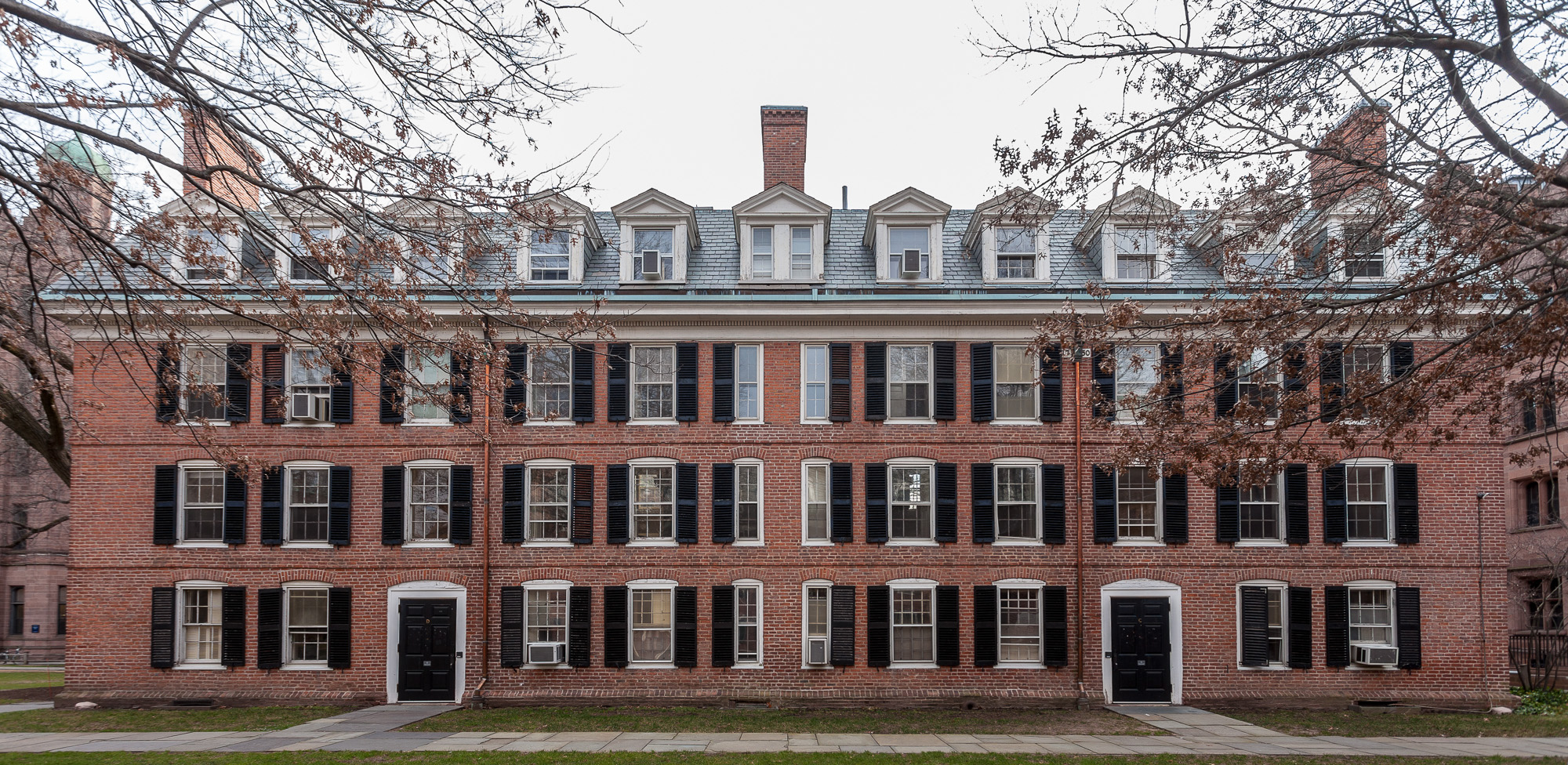
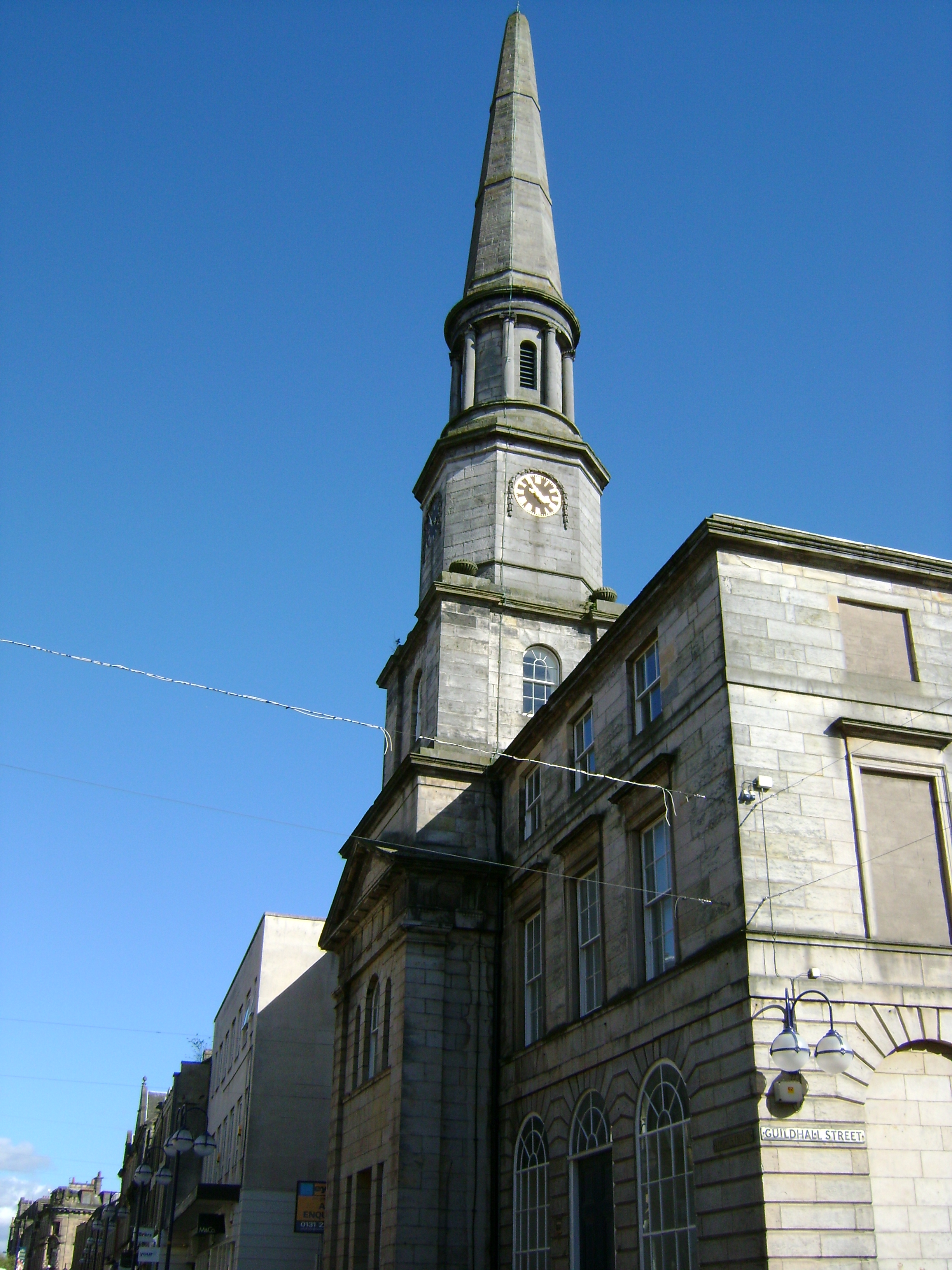
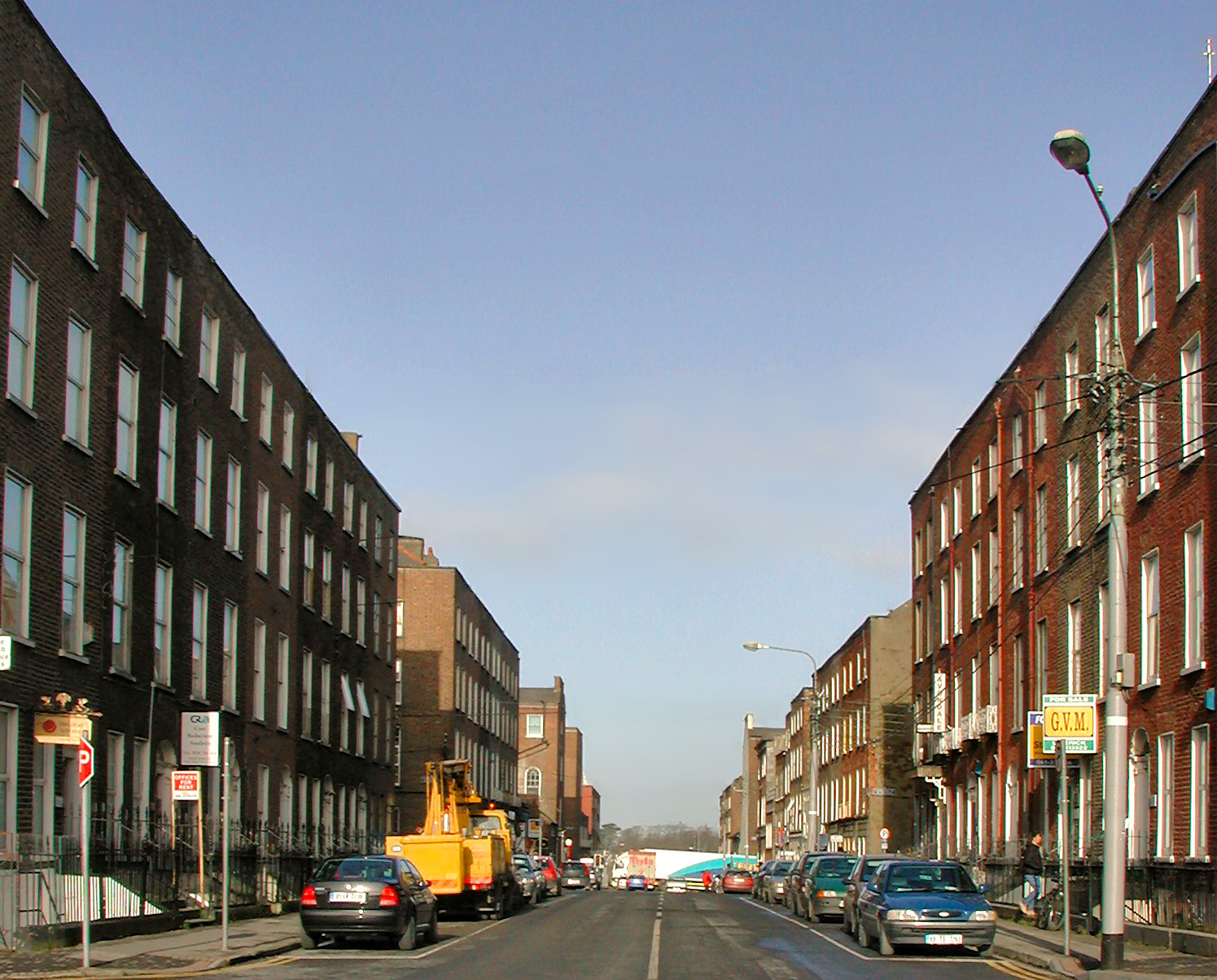
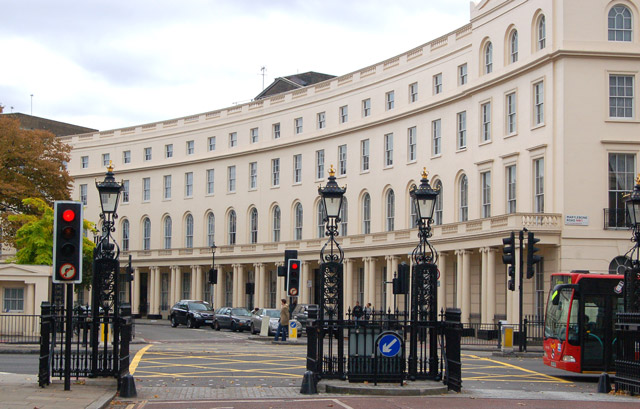